# حادثة مزرعة الأمل (يناير 2015)
كانت حادثة مزرعة الأمل هجومًا جويًا على قافلة من سيارتين أسفرت عن مقتل ستة من مقاتلي حزب الله، بما في ذلك عضوين بارزين، وجنرال من الحرس الثوري الإيراني، محمد علي الله دادي، في مزرعة الأمل في منطقة القنيطرة بسوريا، في مرتفعات الجولان الشرقية، في 18 يناير 2015، خلال الحرب الأهلية السورية. وعزي الهجوم إلى حد كبير إلى إسرائيل، التي لم تؤكد رسميًا أنها نفذته. وقد حمل حزب الله والحرس الثوري إسرائيل المسؤولية وهددا بالانتقام. وفي 19 يناير 2015، ادعى عضو جبهة النصرة، أبو عزام الإدلبي، أن جهاد مغنية ومقاتلي حزب الله الآخرين قتلوا في كمين نصبته جبهة النصرة في جيرود في جبال القلمون في منطقة القطيفة شمال شرق دمشق، مدعيًا أنه «سيكون نهاية المشروع الفارسي، بإذن الله».
بعد عشرة أيام، شن حزب الله كمينًا ضد قافلة عسكرية إسرائيلية في مزارع شبعا والذي اعتبرته مصادر عديدة عملًا انتقاميًا.

## الخلفية
منذ بداية 2013، يعمل مقاتلو حزب الله بشكل مكشوف وبأعداد كبيرة عبر الحدود إلى جانب نظرائهم السوريين والعراقيين. وقد مكنوا النظام من استعادة السيطرة على المناطق التي يسيطر عليها المتمردون في وسط سوريا وحسنوا فعالية القوات الموالية للنظام. ومنذ 2013، يواجه حزب الله الجهاديين المرتبطين بالقاعدة الذين توافدوا إلى سوريا من جميع أنحاء العالم الإسلامي.

## الهجوم
قال سكان مزارع الأمل أن سيارتين وصلتا إلى هناك، وفي غضون عشر دقائق أطلقت طائرتان قذيفتين على كل سيارة. وتركت الانفجارات الناتجة عن ذلك إطارات متفحمة ومعادن منصهرة وأجزاء من السيارات متناثرة. وأصيب أحد السكان المحليين بشظايا في الرأس ونقل إلى المستشفى. قال حزب الله ان إحدى سياراتهم دمرت وأصيبت أخرى باضرار. أشارت التقارير السابقة لبيان الأمم المتحدة إلى هجوم شنته طائرة هليكوبتر إسرائيلية، ولكن التقارير اللاحقة أشارت إلى انها ربما كانت بواسطة طائرات بدون طيار.
وذكر متحدث باسم الأمم المتحدة أن قوة الأمم المتحدة لمراقبة فض الاشتباك شاهدت مركبتين جويتين غير مأهولتين تطيران من الجولان الغربي الخاضع للسيطرة الإسرائيلية وتعبر منطقة العازل الفاصل باتجاه موقع الأمم المتحدة 30 على الحافة الخاضعة للسيطرة السورية من المنطقة حيث فقدوا مسارهن. وبعد ساعة، رأوا دخانًا قادمًا من الموقع 30 ولكنهم لم يتمكنوا من تحديد المصدر. ولاحظوا فيما بعد أن الطائرات المسيرة قادمة من منطقة المركز 30 وتحلق فوق جباتا في المنطقة الفاصلة. وذكر المتحدث أن هذا يشكل انتهاكًا لاتفاق 1974 المتعلق بفض الاشتباك بين إسرائيل وسوريا.
في خضم الصمت الرسمي، قدمت سلسلة من التصريحات من مسؤولين إسرائيليين مجهولي الهوية ادعاءات متناقضة. وقال أحدهم أن إسرائيل لم تكن على علم بوجود جنرال إيراني في القافلة. ذكر مصدر آخر من كبار المسؤولين الأمنيين الإسرائيليين أن إسرائيل تعتقد أنها تهاجم فقط مقاتلي حزب الله ذوي الرتب المنخفضة الذين يخططون لشن هجوم على الإسرائيليين عند السياج الحدودي، وانه ليس لديها أي فكرة بأن المجموعة تضم أعضاء بارزين في حزب الله وبالأخص جنرال إيراني. أليكس فيشمان كتب في يديعوت أحرونوت الإسرائيلية «يعتذر أحد المسؤولين المجهولين، ومسؤول آخر مجهول يرفض الاعتذار... نحن نتحدث عن حرب محتملة ورؤساء الدول يلعبون الاختباء والبحث».

## الإصابات
ذكر أن سبعة أشخاص قد قتلوا. وكان أعضاء حزب الله القائد الميداني محمد عيسى، المعروف أيضا باسم أبو عيسى، «جواد» جهاد مغنية (ابن قائد حزب الله السابق عماد مغنية)، «السيد عباس» عباس إبراهيم حجازي، «كاظم» محمد علي حسن أبو الحسن، «دانيال» غازي علي ضاوي، و«إيهاب» علي حسن إبراهيم. الإيراني كان العميد محمد علي الله دادي عضو في فيلق القدس التابع للحرس الثوري الإيراني، الذي تم نشره في سوريا لمساعدة الحكومة السورية ضد المتمردين في الحرب الأهلية. ذكرت قناة المنار الإخبارية التابعة لحزب الله أن الهجوم وقع خلال «مهمة استطلاع ميدانية» قام بها حزب الله. وفقا للمصادر الإسرائيلية، يعتقد أن جهاد مغنيه كان في مراحل التخطيط «للهجمات الإرهابية المميتة» ضد إسرائيل في مرتفعات الجولان، التي كانت ستشمل الصواريخ، والتسلل عبر الحدود، والقصف الحدودي، والنيران المضادة للدبابات، المصممة لقتل جنود الجيش الإسرائيلي والمدنيين الاسرائيين الذين يعيشون في الجولان.
كان محمد عيسى يبلغ من العمر 42 سنة من عربصاليم في قضاء النبطية في جنوب لبنان. وكان والده سوريًا وأمه لبنانية. انضم إلى حزب الله بعمر 15، وارتقى في الرتب واضطلع بدور قيادي في العديد من المعارك مع إسرائيل، بما في ذلك حرب لبنان 2006. قيل أنه يقود عمليات حزب الله في الجولان وقت وفاته، وهو الوحيد الذي حدده حزب الله رسميًا بأنه قائد.
وكان جهاد مغنية يبلغ من العمر 23 عامًا وشخصية صاعدة داخل حزب الله. كان والده القائد الأعلى لحزب الله عماد مغنية، الذي اغتيل بانفجار سيارة مفخخة في دمشق في 2008. وقتل شقيقا والده، واسم أحدهما جهاد أيضًا، في انفجار سيارة مفخخة في 1985 و1994. كان لوالده صلات وثيقة بإيران وقيل أنه كان مسؤولًا أمام قاسم سليماني، قائد فيلق القدس. كان سليماني قريبًا جدًا من جهاد مغنية بعد أن قتل والده، وقيل أنه تبناه ابنًا له. كان مغنية قريبًا من مصطفى بدر الدين، القائد العسكري لحزب الله وصهر والده. وكان لمغنية أيضًا علاقة شخصيه وثيقة بزعيم حزب الله حسن نصر الله. مع اتصالاته الشخصية الرفيعة المستوى مع إيران وداخل حزب الله، ووضع والده، كان مغنية يعرف باسم «الأمير» في حزب الله، وكان الكثيرون يتوقعون منه أن يرتفع بسرعة داخل المنظمة إلى وضع مماثل لوضع والده. بعد أن استولى المتمردون السوريون على تل الحارة واستولوا على وثائق في أكتوبر 2014، قال متحدث باسم المجلس الوطني السوري أن مغنية كان يعمل قائدًا لمنطقه الجولان في حزب الله.
كان عباس إبراهيم حجازي يبلغ من العمر 35 سنة من الغازية في قضاء صيدا في جنوب لبنان. وكان والده، المعروف باسم أبو كمال، عضوا مؤسسًا لحزب الله. وكان حجازي ضالعًا في حرب 2006 وحارب مع حزب الله ضد المتمردين السوريين في القصير و‌يبرود في سوريا في 2014. وكان متزوجًا من ابنة أبو حسن سلامة، وهو أحد قادة حزب الله الذي قتل على يد الإسرائيليين في 1999. وكان محمد علي حسن أبو الحسن 29 وكان من عين قانا. وكان غازي علي ضاوي 26 من الخيام. وكان علي حسن إبراهيم 21 من يحمر الشقيف.

## تصعيد
في 27 يناير، سقط صاروخان على الأقل من سوريا على مرتفعات الجولان الغربية الخاضعة للسيطرة الإسرائيلية، وردت إسرائيل بنيران المدفعية.
وفي 28 يناير، أطلق حزب الله قذيفة مضادة للدبابات على قافلة عسكرية إسرائيلية في مزارع شبعا التي تسيطر عليها إسرائيل بالقرب من الحدود اللبنانية، مما أسفر عن مقتل جنديين وإصابة سبعة آخرين. ردًا على ذلك، أطلقت إسرائيل ما لا يقل عن 50 قذيفة مدفعية عبر الحدود إلى جنوب لبنان، قتل فيها أحد حفظة السلام الإسبان التابعين للأمم المتحدة.
واعتبارًا من فبراير 2015، أطلقت القوات الإيرانية وحزب الله، التي تدعمها الحكومة السورية، «عملية شهداء القنيطرة» التي سميت باسم المقاتلين الذين قتلوا في الغارة الإسرائيلية، بهدف يتمثل في إنشاء جبهة يسيطر عليها حزب الله ضد إسرائيل.

## ردود الفعل
- إسرائيل – وقد رفض وزير الدفاع الإسرائيلي موشيه يعالون التعليق علي الضربة الجوية ولكنه أشار إلى انه «إذا ما قال حزب الله ان ناسه أصيبوا في القتل المستهدف فليشرحوا ما كانوا يفعلونه في سوريا».[30]
- إيران – نشر حساب الزعيم الأعلى لإيران علي خامنئي في تويتر صورا نادرة "غير مرئية" لمعانقته وتقبيله لجهاد مغنية ووالده عماد. وفي رسالة شديدة اللهجة بعد الهجوم، أكد القائد الإيراني لحرس الثورة الإسلامية محمد علي جعفري مجددًا التزام المنظمة بمواصلة النضال ضد "النظام الصهيوني" حتى تدميره. وقال جعفري: "[...] أن استشهاد أعضاء الأمة يشكل نقطة انطلاق أخرى لتدمير النظام السياسي القمعي والشيطاني والإرهابي للنظام الصهيوني [...] وقد أثبت الاستشهاد مرة أخرى أنه يجب علينا ألا ننأى بأنفسنا عن الجهاد وأن الصهاينة يجب أن يستعدوا من أجل "الصاعقة المدمرة" لإيران.[31] بثت قناة الميادين التليفزيونية اللبنانية صورة لقاسم سليماني، رئيس فيلق القدس، وهو يصلي بجانب قبر مغنية. كما التقى بحسن نصر الله في بيروت بعد 48 ساعة من الهجوم.[32][33]
- حزب الله - ذكرت الانباء ان حزب الله وصف وفاة جهاد مغنية بأنها «ضربه لا تحتمل». هدد حسن نصر الله بالانتقام من إسرائيل، قائلا ان المنظمة لديها «جميع (الاسلحه) التي يمكنك ان تتخيلها وبكميات كبيره».[34] وفي خطاب ألقاه بعد حادثه مزارع شبعا في يناير 2015 قال ان إسرائيل «خططت وحسبت واتخذت قرارا مدبرا لاغتيال» المقاتلين. وأضاف ان الذين قتلوا في الهجوم اظهروا «انصهارا في الدم اللبناني-الإيراني علي التراب السوري ويعكس وحده القضية ووحده مصير الدول التي هي محور المقاومة».[35]
- جبهة النصرة – في 19 يناير 2015، ادعي أبو عزام الإدلبي عضو جبهة النصرة ان جهاد مغنية والمقاتلين الآخرين في حزب الله قتلوا في كمين نصبته جبهة النصرة في جيرود في جبال القلمون في منطقه القطيفة الواقعة شمال شرق دمشق، مدعيا انه «سيكون نهاية المشروع الفارسي، بإذن الله».[7]
- العراق – قدم نائب الرئيس العراقي نوري المالكي تعازيه إلى الأمين العام لحزب الله سيد حسن نصرالله وأسر مقاتلي الحزب «الذين استشهدوا في عدوان جوي صهيوني على القنيطرة السورية». وفي رسالة، قال المالكي أن استشهاد مقاتلي حزب الله يعتبر فخرًا كبيرًا لهم وللشعب اللبناني وخسارة مؤلمه لكل الشرفاء. وأضافت الرسالة أن «الجناة الصهيونيين ومصاصي الدماء يجب ان يعرفوا أن الدم النقي للشهداء، مثل جهاد عماد مغنية، سيزيد المقاومة في مواجهه الظلم والفساد والطغيان». «أتقدم بالتهاني والتعازي إلى عائلات الشهداء ومقاتلي حزب الله الشامخين وإليكم على هذا الاستشهاد العظيم».[36]